# Rudnea-Hațkivka, Volodarsk-Volînskîi
Rudnea-Hațkivka (în ucraineană Рудня-Гацьківка) este un sat în comuna Kropîvnea din raionul Volodarsk-Volînskîi, regiunea Jîtomîr, Ucraina.

## Demografie
Componența lingvistică a localității Rudnea-Hațkivka
     Ucraineană (100%)
Conform recensământului din 2001, toată populația localității Rudnea-Hațkivka era vorbitoare de ucraineană (100%).